# Поляна під Високою (П'єніни)

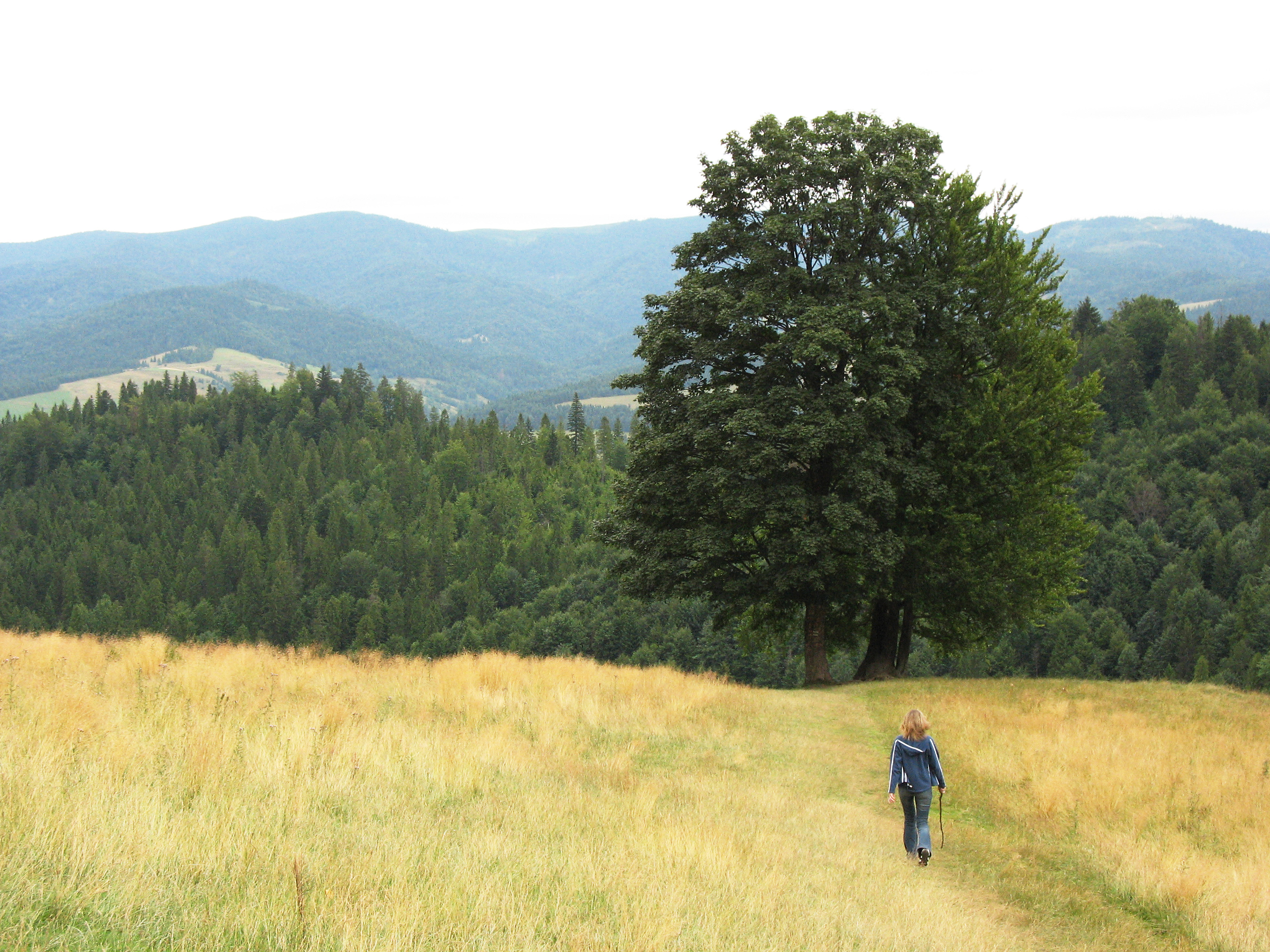
Вид на пасмо Радзєйова

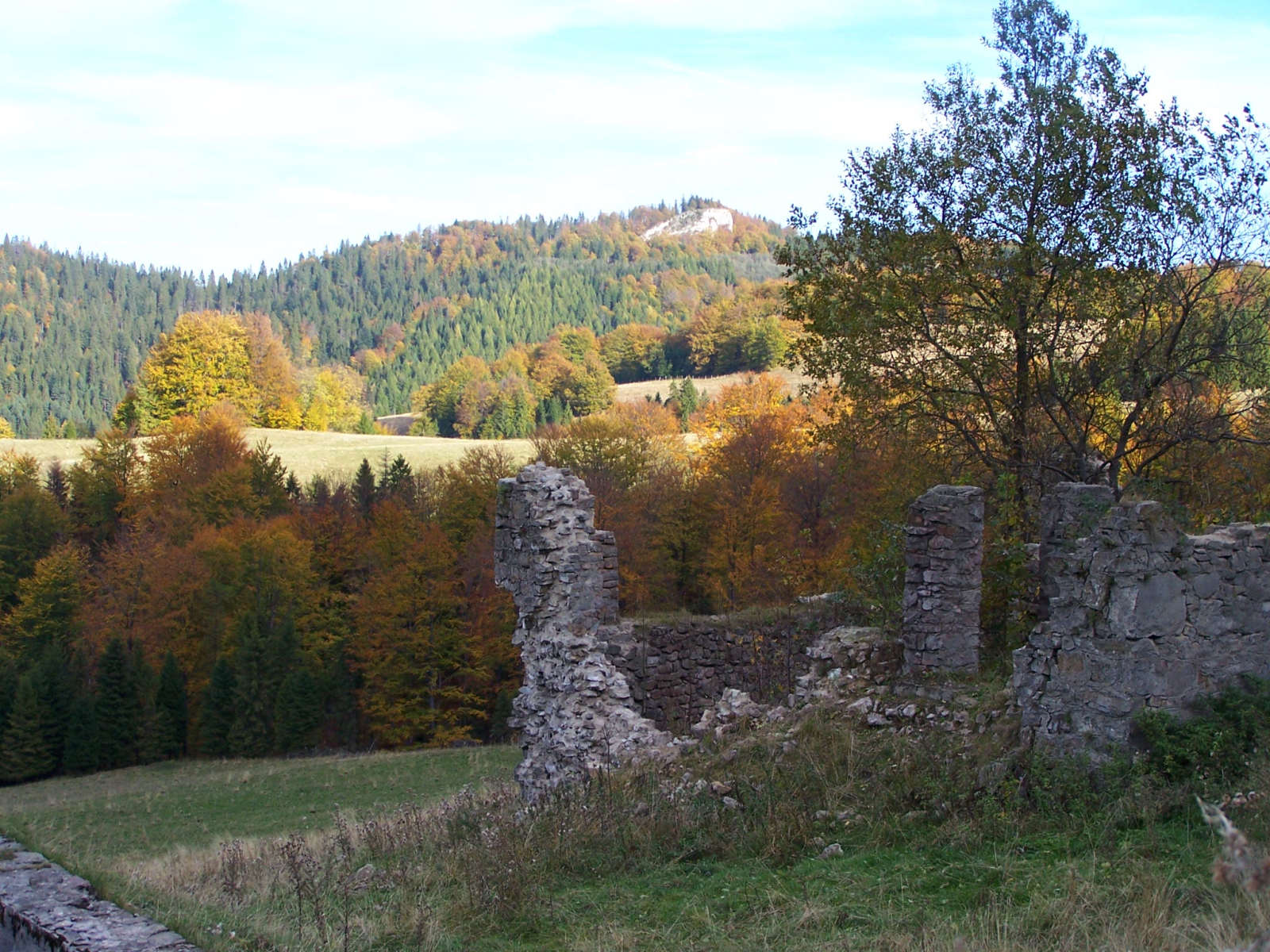
Руїни вівчарки. На задньому плані скеляста вершина Ватрисько

Поляна під Високою — поляна П'єнін (фактично пасовище), розташована на північних схилах найвищої вершини П'єнін — Високої, і над природним заповідником ущелини Гомоле. На східній стороні Високої ця полонина тягнеться до самого хребту Малих П'єнін і далі на його південні схили, на словацьку сторону. 
Ця галявина повстала на місці ріллі села Явірки, жителі якої (Русини) були переселені після другої світової війни. Занедбані терени були призначені для випасу великої рогатої худоби та овець, і для цієї цілі було здійснено багато інвестицій. Збереглися бетонні корита для зрошення, що збігають по схилах та руїни хати пастуха. Однак хата пастуха виявилася непрактичною і не використовувалася за своїм прямим призначенням. У 1974 році вона був передана студентам, які пристосували її для притулку. У грудні 1980 року занедбаний притулок згорів. 
У нижній частині Поляни під Високою (на так званих Рувеньках — невеликої рівнини поруч з лісом, над потоком Кам'янки) знаходиться студентська наметова база «Під Високою» (також відома як «Jaworki») в веденні Студентського Кола Провідників Бескид у Лодзі. Вона працює в сезон відпусток і приймає туристів на ночівлю. 
На галявині кілька окремих дерев (липа дрібнолиста, ясен звичайний, явір ), під якими туристи часто відпочивають від літньої спеки. З верхньої частини галявини можна помилуватися на ущелину Гомоле, що лежить нижче і пасмо Радзєйова високо над ним. В західним напрямку можна побачити самотню і лісисту вершину Гомоле та Поляну Долини, що лежить під нею, і Полонину Кічера з єдиними на всій території будівлями. Особливо чудові краєвиди на схід від пагорбів та полян Малих П'єнін з характерною скелястою вершиною Ватриська, що стирчить із лісу, побудованої з білих вапнякових скель. За лісистим руслом потоку Кам'янка є ще одна велика галявина -  Поляна Янечкув . 
На верхньому краю поляни під лісовою вершиною Високої невеличке джерельце та табличка, що повідомляє про природний заповідник Високі Скельки. 
Пішохідна туристична стежка
 — зелений шлях від Явіркі через ущелину Гомоле та Поляну під Вісокою до вершини Високої (1   ч 45   хв, назад 1 год 15   хв)
Кінна туристична стежка
Петля від Явіркі обабіч із Ємерисковою Скелькою, через Поляну під Вісокою, Ватрисько, Верхлічку, перевал Роздзєла та [природний заповідник Бяла Вода.